# Sa Pobla
Sa Pobla (tiếng Tây Ban Nha: La Puebla) là một đô thị trên đảo Mallorca, thuộc quần đảo Baleares, Tây Ban Nha.
39°46′9″B 3°01′21″Đ / 39,76917°B 3,0225°Đ